# Communauté de communes des Trois Rivières (Morbihan)
Pour les articles homonymes, voir Communauté de communes des Trois Rivières.
La Communauté de communes des Trois Rivières (CC3R) est une ancienne communauté de communes française, située dans le département du Morbihan, en région Bretagne.

## Histoire
La communauté de communes des Trois Rivières a été créée le 24 décembre 2004 par arrêté préfectoral.
Elle est dissoute le 31 décembre 2013 et ses communes membres ont rejoint Auray Quiberon Terre Atlantique.

## Territoire communautaire

### Géographie
Située dans le pays historique du Vannetais et d'Auray au sens de la loi Voynet, la communauté de communes regroupait trois des neuf communes du canton d'Auray.

### Composition
Elle était composée des 3 communes suivantes :
| Nom                     | Code Insee | Gentilé            | Superficie (km2) | Population (dernière pop. légale) | Densité (hab./km2) |
| ----------------------- | ---------- | ------------------ | ---------------- | --------------------------------- | ------------------ |
| Saint-Philibert (siège) | 56233      | Saint-Philibertins | 7,05             | 1 561 (2014)                      | 221                |
| Crach                   | 56046      | Crachois           | 30,54            | 3 306 (2014)                      | 108                |
| Locmariaquer            | 56116      | Locmariaquérois    | 10,99            | 1 566 (2014)                      | 142                |

### Démographie
| 2006  | 2009  | 2010  |
| ----- | ----- | ----- |
| 6 273 | 6 488 | 6 508 |

## Administration

### Siège
Le siège de la communauté de communes était à Saint-Philibert, place des Trois Otages.

### Conseil communautaire
Le conseil communautaire comptait 15 conseillers titulaires.

### Élus
La communauté de communes était administrée en 2008 par un conseil communautaire constitué de 15 membres.
À la suite des élections municipales de 2008 dans le Morbihan, le conseil communautaire du 4 avril 2008 avait réélu son président, Jean-Loïc Bonnemains, maire de Crac'h, ainsi que ses 2 vice-présidents qui étaient les suivants :
1. Michel Jeannot, maire de Locmariaquer ;
2. Didier Robic, maire de Saint-Philibert.

### Liste des présidents
| Période       | Période       | Identité             | Étiquette | Qualité                                                            |
| ------------- | ------------- | -------------------- | --------- | ------------------------------------------------------------------ |
| décembre 2004 | décembre 2013 | Jean-Loïc Bonnemains | DVD       | Adjoint au maire de Crac'h (1995 → 2005) Maire de Crac'h (2005 → ) |